# Carlos Sola Ayape
Carlos Sola Ayape (Pamplona, 20 de agosto de 1966) es un historiador español profesor del Instituto Tecnológico y de Estudios Superiores de Monterrey (México).

## Biografía
En 1991 se licenció, con Premio Extraordinario, en Filosofía y Letras (Historia) por la Universidad de Zaragoza, poco después, en 1998, obtuvo el doctorado en Historia por la Universidad Pública de Navarra con una tesis doctoral publicada en 2001 con el título Abasto de pan y política alimentaria en Pamplona (siglos XVI-XX). Es miembro correspondiente de la Real Academia de la Historia (España) y, desde 1999, profesor e investigador en la Escuela de Humanidades y Ciencias Sociales del Tecnológico de Monterrey (Campus Ciudad de México). Es miembro del Sistema Nacional de Investigadores de México (nivel 2), así como evaluador para Consejo Nacional de Ciencia y Tecnología (CONACyT).
Ha estudiado las relaciones bilaterales entre España y México durante el siglo XX, mediatizadas por la Guerra civil española de 1936. Entre sus ámbitos de investigación se encuentran la diplomacia y la acción exterior hispano-mexicanas, el presidencialismo mexicano, el régimen franquista, el hispanismo mexicano y el exilio español.

## Docencia
En su trayectoria como profesor universitario, Carlos Sola ha impartido numerosos cursos en el Tecnológico de Monterrey, tanto a nivel de doctorado como de licenciatura. Ha impartido numerosos talleres de capacitación a profesores en México y en otros países sobre técnicas didácticas como el aprendizaje basado en problemas y los mapas conceptuales.

## Publicaciones
Es autor de más de 50 artículos en reconocidas revistas científicas nacionales e internacionales y de otros tantos capítulos en publicaciones conjuntas. Tiene en su haber la coordinación de varios libros y ha participado en diversos congresos de investigación educativa en temáticas diversas como el constructivismo, el aprendizaje basado en problemas, el uso estratégico de los mapas conceptuales, el razonamiento dilemático, el uso de los dilemas éticos en el aula y la concepción del aprendizaje desde la ética y la ciudadanía transversales. Como autor único, ha publicado ocho libros.

## Reconocimientos
Entre los reconocimientos recibidos cabe destacar los siguientes premios:
- 2008: Premio Borrego de Oro, como mejor profesor de planta de la División de Humanidades y Ciencias Sociales del Tecnológico de Monterrey (Campus Ciudad de México).
- 2008: Premio Alfil de Rey, como mejor profesor de planta del Tecnológico de Monterrey (Campus Ciudad de México).
- 1999: Ganador del IV Concurso de Investigación Enrique de Albret “el sangüesino”.[3]
- 1998: Ganador del III Concurso de Investigación Enrique de Albret “el sangüesino”.[4]
- 1992: Premio Extraordinario de Licenciatura por la Universidad de Zaragoza.
- 1988: Primer Premio Universitario de Investigación Histórica “Los Sitios de Zaragoza”.